# Ilario Cortesi
Ilario Cortesi (Napoli, 1545 – Policastro, settembre 1608) è stato un vescovo cattolico italiano.

## Biografia
Nacque a Napoli e fu ordinato sacerdote per la Congregazione dei chierici regolari della Divina Provvidenza. Il 10 ottobre 1605 fu nominato da papa Leone XI vescovo di Policastro. Servì la Chiesa come vescovo di Policastro fino alla sua morte.